# The Wrestling Classic
The Wrestling Classic, también conocido como Wrestlevision, fue un PPV de la World Wrestling Federation (WWF) que tuvo lugar el 7 de noviembre de 1985, desde el Rosemont Horizon en Rosemont, Illinois. El evento consistió en un torneo de eliminación de 16 hombres y se incluyó una lucha por el Campeonato Mundial Peso Pesado de la WWF, así como un concurso en el que un fan ganó un Rolls Royce.

## Resultados

### 1985
The Wrestling Classic se realizó el 7 de noviembre de 1985 desde el Rosemont Horizon en Rosemont, Illinois.
- Octavos de final:
  - Adrian Adonis (con Jimmy Hart) derrotó a Corporal Kirchner.[1][2] (3:21)
    - Adonis cubrió a Jackson después de una “DDT”.

  - The Dynamite Kid derrotó a Nikolai Volkoff.[1][2] (0:08)
    - The Dynamite Kid cubrió a Volkoff después de un "Missile Dropkick".

  - Randy Savage (con Miss Elizabeth) derrotó a Ivan Putski.[1][2] (2:47)
    - Savage cubrió a Putski apoyándose con ambos pies en las cuerdas.

  - Ricky Steamboat derrotó a Davey Boy Smith.[1][2] (2:53)
    - El árbitro paró la pelea después de que Smith aterrizase en la parte superior de la cuerda y no pudiese continuar.

  - The Junkyard Dog derrotó a The Iron Sheik.[1][2] (3:27) 
    - Junkyard Dog cubrió a Sheik después de un "Headbutt".

  - Moondog Spot derrotó a Terry Funk por cuenta fuera.[1][2] (0:27)
    - Funk no pudo volver al ring debido a que Spot no lo dejara entrar al ring y recibiera la cuenta de 10.

  - El Campeón Intercontinental Peso Pesado de la WWF Tito Santana derrotó a The Magnificent Muraco.[1][2] (4:19)
    - Santana cubrió a Muraco con un "Small-Package Hold".
    - El Campeonato Intercontinental Peso Pesado de la WWF de Santana no estaba en juego.

  - Paul Orndorff derrotó a "Cowboy" Bob Orton por descalificación.[1][2] (6:30)
    - Orton fue descalificado por golpear a Orndorff con la escayola de su brazo.
- Cuartos de final:
  - The Dynamite Kid derrotó a Adrian Adonis (con Jimmy Hart).[1][2] (5:28) 
    - Dynamite Kid cubrió a Adonis después de que este colisionase con Hart.

  - Randy Savage (con Miss Elizabeth) derrotó a Ricky Steamboat.[1][2] (3:18) 
    - Savage cubrió a Steamboat después de golpearlo con un puño americano.

  - The Junkyard Dog derrotó a Moondog Spot.[1][2] (0:32)
    - The Junkyard Dog cubrió a Spot después de un "Headbutt".

  - El Campeón Intercontinental Peso Pesado de la WWF Tito Santana y Paul Orndorff finalizaron en doble cuenta fuera.[1][2] (8:06) 
    - Ambos luchadores recibieron la cuenta de 10.
    - El Campeonato Intercontinental Peso Pesado de la WWF de Santana no estaba en juego.
- Semifinales:
  - Randy Savage (con Miss Elizabeth) derrotó a Kid Dynamite.[1][2] (4:52) 
    - Savage cubrió a Kid después de un "Inside Cradle".
- Hulk Hogan derrotó a "Rowdy" Roddy Piper por descalificación reteniendo el Campeonato Mundial Peso Pesado de la WWF.[1][2] (7:14) 
  -     - Piper fue descalificado después de que "Cowboy" Bob Orton atacase a Hogan.
- Final:
  - The Junkyard Dog venció a Randy Savage (con Miss Elizabeth) por cuenta fuera ganando The Wrestling Classic 1985.[1][2] (9:35) 
    - Savage recibió la cuenta de 10 después de aterrizar en el suelo y no poder volver al ring.

### Tabla del Torneo
El torneo se realizó el 7 de noviembre de 1985 y tuvo el siguiente desarrollo:
|  | Octavos de final       | Octavos de final       | Octavos de final |                  |                  | Cuartos de final | Cuartos de final | Cuartos de final |  |                  | Semifinales      | Semifinales | Semifinales |  |              | Final        | Final | Final |  |
|  |                        |                        |                  |                  |                  |                  |                  |                  |  |                  |                  |             |             |  |              |              |       |       |  |
|  |                        |                        |                  |                  |                  |                  |                  |                  |  |                  |                  |             |             |  |              |              |       |       |  |
|  | Adrián Adonis          | Adrián Adonis          | Pin              |                  |                  |                  |                  |                  |  |                  |                  |             |             |  |              |              |       |       |  |
|  | Adrián Adonis          | Adrián Adonis          | Pin              |                  |                  |                  |                  |                  |  |                  |                  |             |             |  |              |              |       |       |  |
|  | Cpl. Kirchner          | Cpl. Kirchner          | 3:21             |                  |                  |                  |                  |                  |  |                  |                  |             |             |  |              |              |       |       |  |
|  | Cpl. Kirchner          | Cpl. Kirchner          | 3:21             |                  | Adrián Adonis    | Adrián Adonis    | Pin              |                  |  |                  |                  |             |             |  |              |              |       |       |  |
|  |                        |                        |                  |                  | Adrián Adonis    | Adrián Adonis    | Pin              |                  |  |                  |                  |             |             |  |              |              |       |       |  |
|  |                        |                        | The Dynamite Kid | The Dynamite Kid | 5:28             |                  |                  |                  |  |                  |                  |             |             |  |              |              |       |       |  |
|  | The Dynamite Kid       | The Dynamite Kid       | The Dynamite Kid | The Dynamite Kid | 5:28             | Pin              |                  |                  |  |                  |                  |             |             |  |              |              |       |       |  |
|  | The Dynamite Kid       | The Dynamite Kid       |                  |                  |                  |                  |                  |                  |  |                  |                  |             |             |  |              |              |       |       |  |
|  | Nicolai Volkoff        | Nicolai Volkoff        | 0:08             |                  |                  |                  |                  |                  |  |                  |                  |             |             |  |              |              |       |       |  |
|  | Nicolai Volkoff        | Nicolai Volkoff        | 0:08             |                  |                  |                  |                  |                  |  | The Dynamite Kid | The Dynamite Kid | Pin         |             |  |              |              |       |       |  |
|  |                        |                        |                  |                  |                  |                  |                  |                  |  | The Dynamite Kid | The Dynamite Kid | Pin         |             |  |              |              |       |       |  |
|  |                        |                        | Randy Savage     | Randy Savage     | 4:52             |                  |                  |                  |  |                  |                  |             |             |  |              |              |       |       |  |
|  | Ivan Putski            | Ivan Putski            | Randy Savage     | Randy Savage     | 4:52             | Pin              |                  |                  |  |                  |                  |             |             |  |              |              |       |       |  |
|  | Ivan Putski            | Ivan Putski            |                  |                  |                  |                  |                  |                  |  |                  |                  |             |             |  |              |              |       |       |  |
|  | Randy Savage           | Randy Savage           | 2:47             |                  |                  |                  |                  |                  |  |                  |                  |             |             |  |              |              |       |       |  |
|  | Randy Savage           | Randy Savage           | 2:47             |                  | Randy Savage     | Randy Savage     | Pin              |                  |  |                  |                  |             |             |  |              |              |       |       |  |
|  |                        |                        |                  |                  | Randy Savage     | Randy Savage     | Pin              |                  |  |                  |                  |             |             |  |              |              |       |       |  |
|  |                        |                        | Ricky Steamboat  | Ricky Steamboat  | 3:18             |                  |                  |                  |  |                  |                  |             |             |  |              |              |       |       |  |
|  | Davey Boy Smith        | Davey Boy Smith        | Ricky Steamboat  | Ricky Steamboat  | 3:18             | Ref              |                  |                  |  |                  |                  |             |             |  |              |              |       |       |  |
|  | Davey Boy Smith        | Davey Boy Smith        |                  |                  |                  |                  |                  |                  |  |                  |                  |             |             |  |              |              |       |       |  |
|  | Ricky Steamboat        | Ricky Steamboat        | 2:53             |                  |                  |                  |                  |                  |  |                  |                  |             |             |  |              |              |       |       |  |
|  | Ricky Steamboat        | Ricky Steamboat        | 2:53             |                  |                  |                  |                  |                  |  |                  |                  |             |             |  | Randy Savage | Randy Savage | CO    |       |  |
|  |                        |                        |                  |                  |                  |                  |                  |                  |  |                  |                  |             |             |  | Randy Savage | Randy Savage | CO    |       |  |
|  |                        |                        | The Junkyard Dog | The Junkyard Dog | 9:35             |                  |                  |                  |  |                  |                  |             |             |  |              |              |       |       |  |
|  | The Iron Sheik         | The Iron Sheik         | The Junkyard Dog | The Junkyard Dog | 9:35             | Pin              |                  |                  |  |                  |                  |             |             |  |              |              |       |       |  |
|  | The Iron Sheik         | The Iron Sheik         |                  |                  |                  |                  |                  |                  |  |                  |                  |             |             |  |              |              |       |       |  |
|  | The Junkyard Dog       | The Junkyard Dog       | 3:27             |                  |                  |                  |                  |                  |  |                  |                  |             |             |  |              |              |       |       |  |
|  | The Junkyard Dog       | The Junkyard Dog       | 3:27             |                  | The Junkyard Dog | The Junkyard Dog | Pin              |                  |  |                  |                  |             |             |  |              |              |       |       |  |
|  |                        |                        |                  |                  | The Junkyard Dog | The Junkyard Dog | Pin              |                  |  |                  |                  |             |             |  |              |              |       |       |  |
|  |                        |                        | Moondog Spot     | Moondog Spot     | 0:32             |                  |                  |                  |  |                  |                  |             |             |  |              |              |       |       |  |
|  | Terry Funk             | Terry Funk             | Moondog Spot     | Moondog Spot     | 0:32             | CO               |                  |                  |  |                  |                  |             |             |  |              |              |       |       |  |
|  | Terry Funk             | Terry Funk             |                  |                  |                  |                  |                  |                  |  |                  |                  |             |             |  |              |              |       |       |  |
|  | Moondog Spot           | Moondog Spot           | 0:27             |                  |                  |                  |                  |                  |  |                  |                  |             |             |  |              |              |       |       |  |
|  | Moondog Spot           | Moondog Spot           | 0:27             |                  |                  |                  |                  |                  |  | The Junkyard Dog | The Junkyard Dog | —           |             |  |              |              |       |       |  |
|  |                        |                        |                  |                  |                  |                  |                  |                  |  | The Junkyard Dog | The Junkyard Dog | —           |             |  |              |              |       |       |  |
|  |                        |                        | BYE              | BYE              | —                |                  |                  |                  |  |                  |                  |             |             |  |              |              |       |       |  |
|  | The Magnificent Muraco | The Magnificent Muraco | BYE              | BYE              | —                | Pin              |                  |                  |  |                  |                  |             |             |  |              |              |       |       |  |
|  | The Magnificent Muraco | The Magnificent Muraco |                  |                  |                  |                  |                  |                  |  |                  |                  |             |             |  |              |              |       |       |  |
|  | Tito Santana           | Tito Santana           | 4:19             |                  |                  |                  |                  |                  |  |                  |                  |             |             |  |              |              |       |       |  |
|  | Tito Santana           | Tito Santana           | 4:19             |                  | Tito Santana     | Tito Santana     | DCO              |                  |  |                  |                  |             |             |  |              |              |       |       |  |
|  |                        |                        |                  |                  | Tito Santana     | Tito Santana     | DCO              |                  |  |                  |                  |             |             |  |              |              |       |       |  |
|  |                        |                        | Paul Orndorff    | Paul Orndorff    | 8:06             |                  |                  |                  |  |                  |                  |             |             |  |              |              |       |       |  |
|  | Paul Orndorff          | Paul Orndorff          | Paul Orndorff    | Paul Orndorff    | 8:06             | DQ               |                  |                  |  |                  |                  |             |             |  |              |              |       |       |  |
|  | Paul Orndorff          | Paul Orndorff          |                  |                  |                  |                  |                  |                  |  |                  |                  |             |             |  |              |              |       |       |  |
|  | "Cowboy" Bob Orton     | "Cowboy" Bob Orton     | 6:30             |                  |                  |                  |                  |                  |  |                  |                  |             |             |  |              |              |       |       |  |
|  | "Cowboy" Bob Orton     | "Cowboy" Bob Orton     | 6:30             |                  |                  |                  |                  |                  |  |                  |                  |             |             |  |              |              |       |       |  |
|  |                        |                        |                  |                  |                  |                  |                  |                  |  |                  |                  |             |             |  |              |              |       |       |  |